# Школа математических и навигацких наук

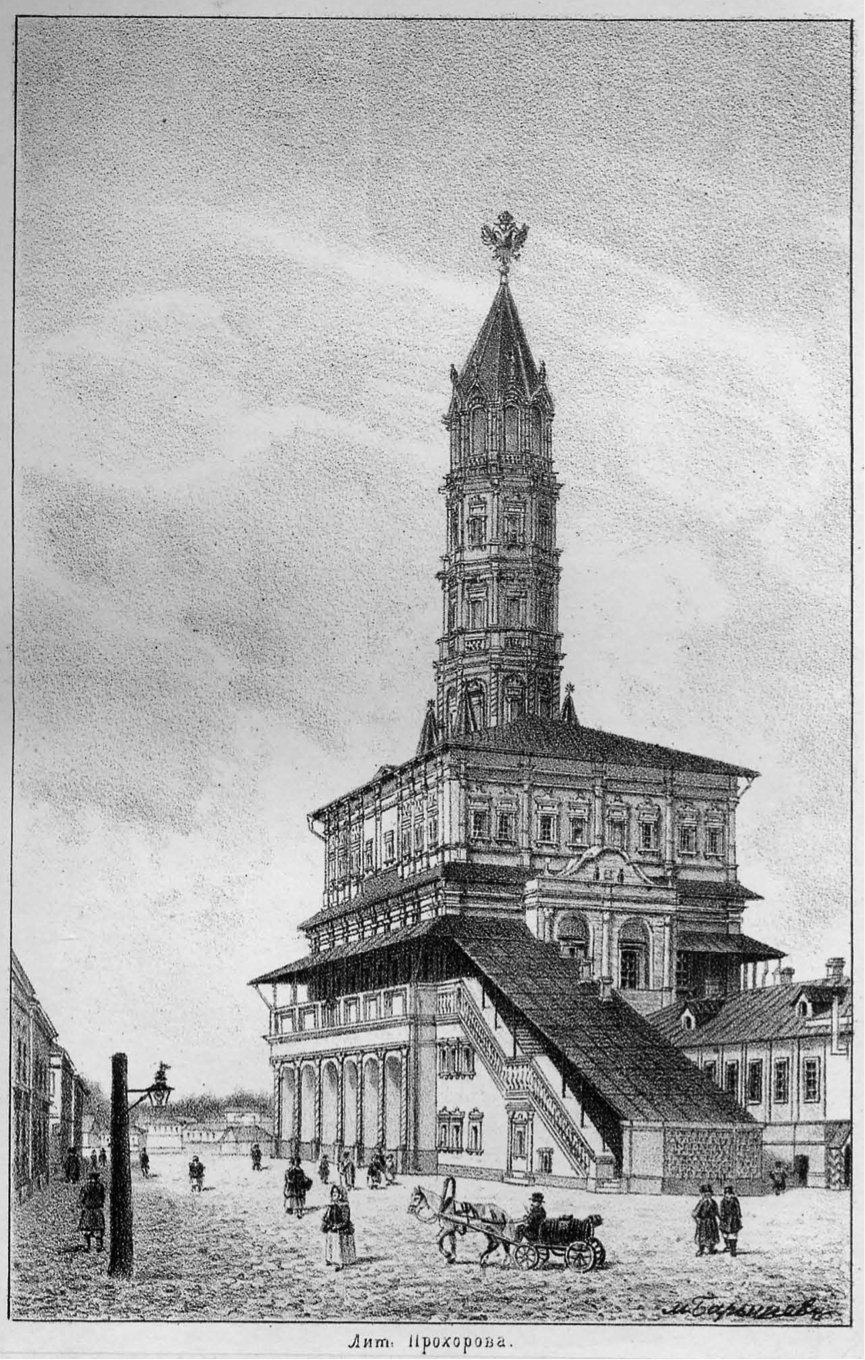
Сухарева башня

Шко́ла математи́ческих и навига́цких нау́к (шко́ла Пушка́рского прика́за) — математическая школа для дворянских и приказных детей, первое в Русском царстве артиллерийское, инженерное и морское училище, историческая предтеча и предшественник всей современной системы инженерно-технического образования современной России, основано в Москве 14 (25) января 1701 года:1-2 по указу Петра Первого для подготовки артиллеристов, инженеров, моряков армии и флота.
Школа просуществовала до 1753 года:2. День учреждения школы отмечают как день штурмана Военно-Морского Флота Российской Федерации и день образования Инженерных войск России.

## История

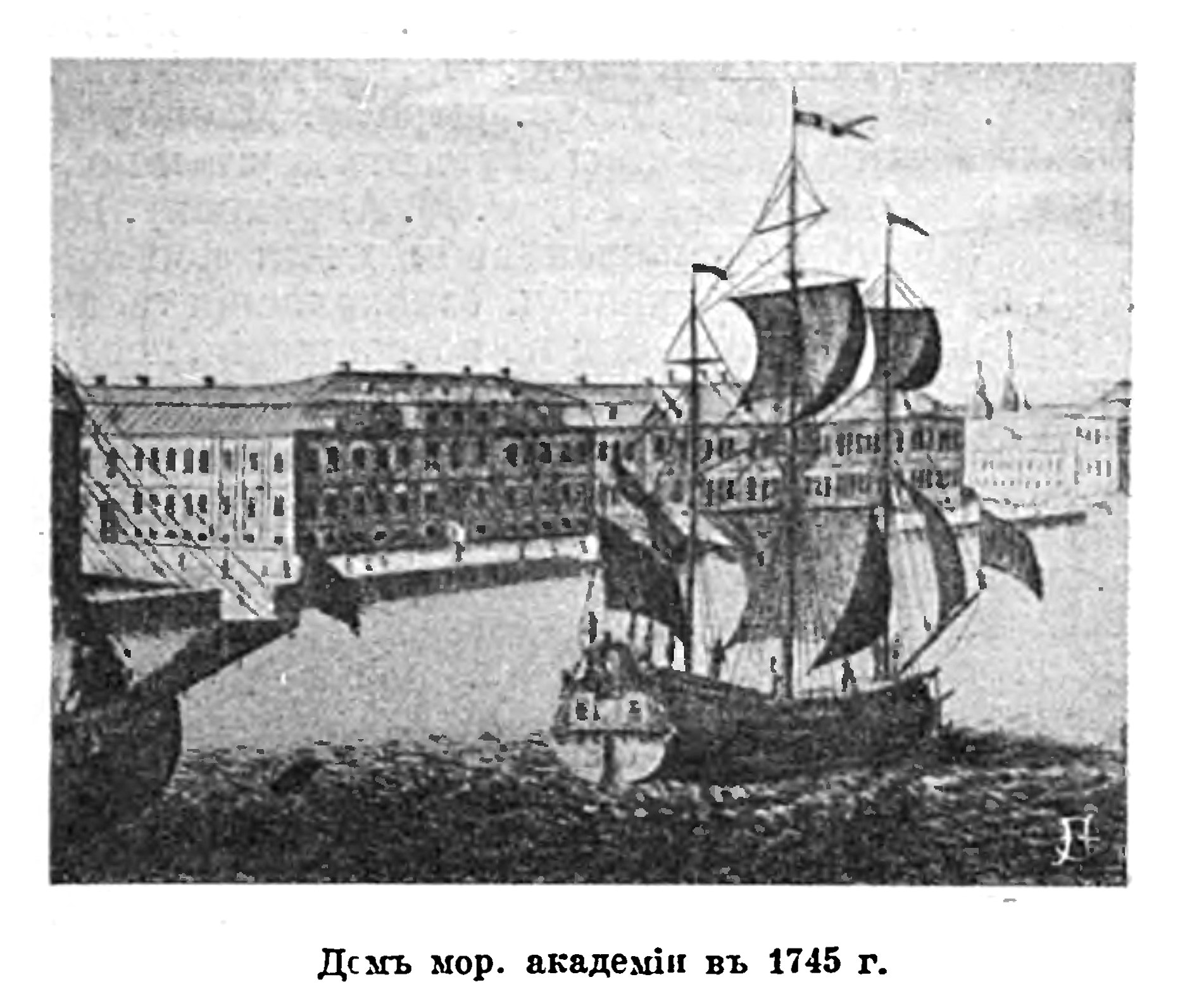
Рисунок из «Военной энциклопедии»

С момента основания находилась в ведении Оружейной палаты, подчинённой Пушкарскому приказу, которой руководил Ф. А. Головин. Под школу была выделена Сухарева башня со всеми строениями и землёй:5-6. В Военной энциклопедии Сытина сказано, что московская пушкарская школа заведена и построена стараниями А. А. Виниуса. Изначально школу возглавлял Яков Вилимович Брюс, в другом источнике указан Фарварсон.
Главным предметом обучения были математические и навигацкие науки (артиллерийские, инженерные, морские). Школа выпускала молодых людей во все роды оружия и службы, военные и гражданские, которые требовали некоторых научных знаний или просто знания русской грамоты. Таким образом, ⅓ из школы выходили, кроме моряков, инженеры, артиллеристы, учители в другие школы, геодезисты, архитекторы, гражданские чиновники, писари, мастеровые:7.
После смерти Ф. А. Головина в 1706 году школа перешла в ведение Приказа морского флота, а в 1712 году — в ведение Адмиралтейской канцелярии. Главный надзор за школой осуществлял граф Ф. М. Апраксин:32.
На основании указа Петра I от 16 (27) января 1712 года школа подлежала расширению:

… Школу инженерную умножить, а именно учеников из русских, которые у́чены цифири или на Сухареву башню, для сего учения посылать, а когда арифметику окончат, учить геометрию столько, сколько до инженерства надлежит; а потом отдавать инженеру учить фортификацию и держать всегда полное число 100 человек или 150, из коих две трети или по нужде были из дворянских людей…

В 1715 году навигаторские классы школы были переведены в новую столицу, после чего на их основе была создана Морская академия:36. В 1717 году начальником школы назначен капитан Брунц.
В 1719 году указом Петра I от 17 марта № 3330 учеников Московской инженерной школы перевели в Санкт-Петербург в образованную там Инженерную роту.
Школа математических и навигацких наук была упразднена в 1753 году, однако на правопреемство с ней претендуют многочисленные военные учебные заведения.

### По флотской линии
- Морской шляхетский корпус (1752—1802)
- Морской корпус (1802—1867)
- Морское училище (1867—1891)
- Морской кадетский корпус (1891—1916)
- Морское Его Императорского Высочества Наследника Цесаревича Училище (1916—1918)
- Курсы командного состава флота (1918—1919)
- Училище командного состава флота (1919—1922)
- Военно-морское училище (1922—1926)
- Военно-морское училище имени М. В. Фрунзе (1926—1998)
- Военно-морской институт (1998—2001)
- Морской корпус Петра Великого (с 2001 года), также Первый филиал ВУНЦ ВМФ ВМА (Военный учебный научный центр военно-морского флота — Военно-морская академия им. адмирала флота Советского Союза Кузнецова Н. Г.)

### По артиллерийской линии
- Михайловское артиллерийское училище
- Михайловская военная артиллерийская академия
- Военная академия РВСН имени Петра Великого
- Военно-космическая академия имени А. Ф. Можайского

### По инженерной линии
- Николаевское инженерное училище
- Николаевская инженерная академия

### По геодезической линии
- Московский государственный университет геодезии и картографии (МИИГАиК)

## Обучение

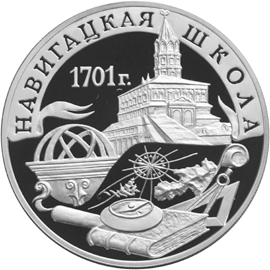
Монета Банка России
Навигацкая школа
(3 рубля, серия «Наука»)

- Нижняя школа — младшие классы, обучение чтению и письму, арифметике, геометрии, тригонометрии
- Верхняя школа — старшие классы, обучение немецкому языку, математике, морским, инженерным и артиллерийским наукам

### Преподаватели
- Генри Фарварсон[2] (Henry Fargwarson) — шотландец, профессор Абердинского университета, специалист в математике, астрономии и морских науках. Поступил на русскую службу в 1698 году
- Стефан Гвин (Stephan Gwyn; в ряде источников Степан Гвын) — англичанин
- Ричард Грейс (Richard Gries) — англичанин
- Леонтий Филиппович Магницкий — автор первой в России учебной энциклопедии по математике «Арифметика, сиречь наука числительная с разных диалектов на славенский язык переведёная …» (1703 год), учитель арифметики, геометрии и тригонометрии[5]:5-7
- Яков Иванов, Парфён Васильев обучали словесной и письменной науке
- Иван Никитин, Никита Харитонов (ученик Ивана Никитина), Спиридон Пичурин, Михаил Борисов (пушкарский сын, воспитанник этой же школы) — арифметике
- Яган Адлер, Пётр Гран — геометрия, тригонометрия, артиллерия, фортификация
- Сержант Иван Рыбников (в дальнейшем подпоручик), оберфейерверкер Шелонковский
- поручик Ушаков — артиллерийские и инженерные науки

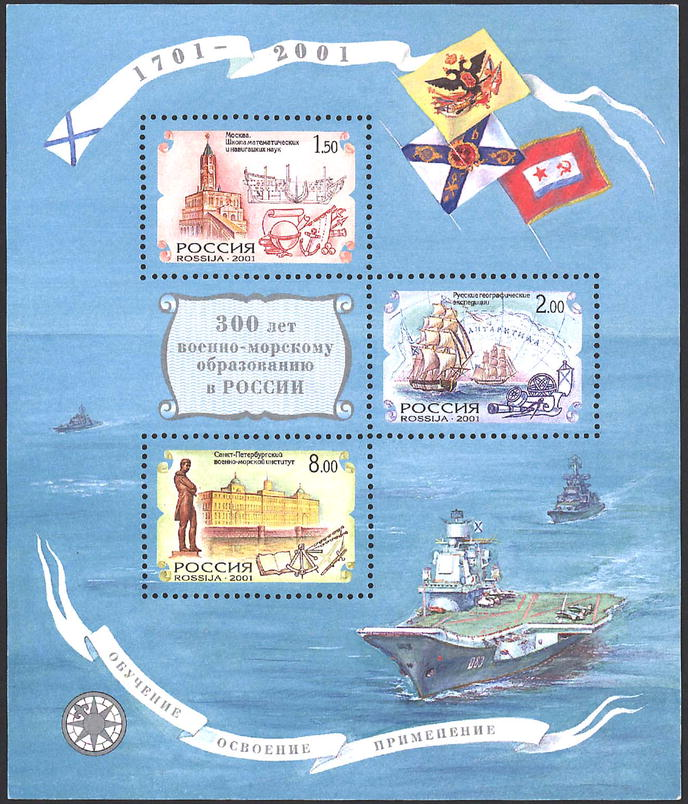
Школа математических и навигацких наук на почтовом блоке «300 лет военно-морскому образованию в России» (слева вверху)

### Ученики и процесс обучения
В школу велено было принимать «сыновей дворянских, дьячих, подьячих, из домов дворянских и других чинов» от 12 до 17 лет, впоследствии принимались и 20-летние.
В Навигацкой школе были дети почти всех знатных фамилий: Волконские, Сонцовы-Засекины, Лопухины, Шаховские, Хилковы, Урусовы, Долгорукие, Прозоровские, Хованские, Шереметьевы, Борятинские, Собакины, Щербатовы, Головины, Дмитриевы-Мамоновы:20-21.
- с 1 августа по 28 сентября 1701 года набрано 180 человек[12]
- к 19 ноября 1701 года набрано 250 человек[12]
- к 1 апреля 1704 года — 300 человек
- 1706 год — 129 человек
- в августе 1710 года — 52 человека
- сентябре 1710 года — 76 человек
- октябре 1711 года — 89 человек

Срок обучения не был определён, но среднее время обучения (включая практику в действующей армии, лабораториях, пороховых и пушечных заводах «на выучку литейного дела» и различных мастерских в стране и за рубежом «для учения в тамошних местах инженерной и иным немецким наукам») составлял 10—15 лет. Причём каждый ученик «твердил» свою науку, не ожидая других. Школьники, которые в науках «оказались плохи», определялись в столяры, токари, паяльщики, стрельцы, матросы, солдаты и в другие приказы. Так, ученик П. Фёдоров был выпущен из школы канониром, «понеже грамота ему в ученье не далась»; ученику К. Дружинину «учинен трактамент против неучёных сержантов».